# Ŷ
Cette page contient des caractères spéciaux ou non latins. S’ils s’affichent mal (▯, ?, etc.), consultez la page d’aide Unicode.
Ŷ (minuscule : ŷ), appelé Y accent circonflexe, est une lettre additionnelle latine, utilisée dans les alphabets gallois et tupi.
Il s’agit de la lettre Y diacritée d’un accent circonflexe.

## Représentations informatiques
Le Y accent circonflexe peut être représente avec les caractères Unicode suivants :
- précomposé (latin étendu A)[1] :

| formes    | représentations | chaînes de caractères | points de code | descriptions                                 |
| --------- | --------------- | --------------------- | -------------- | -------------------------------------------- |
| capitale  | Ŷ               | Ŷ                     | U+0176         | lettre majuscule latine y accent circonflexe |
| minuscule | ŷ               | ŷ                     | U+0177         | lettre minuscule latine y accent circonflexe |

- décomposé (latin de base, diacritiques) :

| formes    | représentations | chaînes de caractères | points de code | descriptions                                             |
| --------- | --------------- | --------------------- | -------------- | -------------------------------------------------------- |
| capitale  | Ŷ               | Y◌̂                    | U+0059 U+0302  | lettre majuscule latine y diacritique accent circonflexe |
| minuscule | ŷ               | y◌̂                    | U+0079 U+0302  | lettre minuscule latine y diacritique accent circonflexe |